# Bills, Bills, Bills
Bills, Bills, Bills (englisch für „Rechnungen, Rechnungen, Rechnungen“) ist ein Lied der US-amerikanischen Girlgroup Destiny’s Child, das im Juni 1999 erschien.

## Entstehung und Veröffentlichung
Das Lied wurde von den Destiny’s-Child-Mitgliedern Beyoncé Knowles, LeToya Luckett und Kelly Rowland, zusammen mit den Koautoren Kevin Briggs und Kandi Burruss, geschrieben. Briggs zeichnete zudem auch für die Produktion verantwortlich. Burruss erklärte, dass ihnen die Idee für das Lied kam, als sie in einem Geschäft waren und Briggs anfing, den Beat in seinem Kopf zu beatboxen. Burruss behauptete auch, dass der Text, insbesondere die Strophen, von persönlichen Datingerfahrungen inspiriert wurden, die sie hatte.
Die Erstveröffentlichung von Bills, Bills, Bills erfolgte als Single am 15. Juni 1999 bei Columbia Records. Diese erschien unter anderem als CD-Maxi-Single mit zwei Remixen zu I Can’t Go for That sowie No, No, No (Part I) und With Me (Part II) (feat. Master P) als B-Seiten (Katalognummer: 667 287 2). Am 23. Juli desselben Jahres erschien das Lied als Teil des zweiten Destiny’s Child Studioalbums The Writing’s on the Wall (Katalognummer: 494394 2), dessen zweite Singleauskopplung es ist.

## Inhalt und Stil
Musikalisch sei Bills, Bills, Bills ein frecher, verspielter und nervöser R&B-Titel mit verführerischer Instrumentierung, die von Cembalo-Synthesizern angeführt wird.

## Musikvideo
Das dazugehörige Musikvideo entstand unter der Regie von Darren Grant und spielt in einem Friseursalon, inspiriert von Tina Knowles, Beyoncés Mutter und damaliger Modestylistin der Gruppe. Es beginnt damit, dass Beyoncé mit ihrem Freund streitet und es satt hat, dass er nach ihren Autoschlüsseln fragt. Destiny’s Child sind beim Haarstyling bei Kunden zu sehen. Die Mitglieder machen dann eine Choreografie mit Salonstühlen in hellrosa Ensembles. In einer anderen Umgebung tragen Destiny’s Child schwarz-weiße, zebraartig gemusterte Outfits, während in den Räumen hinter ihnen sogenannte „pleite“, „müde“ und „für nichts gut“ Männer zu sehen sind. Die letzte Kulisse für das Video findet vor einer Wand aus Glasbausteinfenstern statt. Hier tragen die Mitglieder glänzende blaue Outfits. Das Video wird geschnitten, wenn die Mitglieder in die Kamera singen, damit sie sich nervös im Takt bewegen. Das Video feierte seine Premiere auf Musikvideosendern wie Black Entertainment Television, MTV und The Box in der Woche bis zum 13. Juni 1999.

## Rezeption
Das Lied werde mit einer skurrilen Melodie und einem beschreibenden Text beschrieben, der aufgrund der Geschichte, die die Gruppenmitglieder singen, die Aufmerksamkeit der Zuhörer auf sich ziehe.

## Kommerzieller Erfolg

### Chartplatzierungen
| ChartsChartplatzierungen       | Höchstplatzierung | Wochen |
| ------------------------------ | ----------------- | ------ |
| Deutschland (GfK)              | 19 (12 Wo.)       | 12     |
| Schweiz (IFPI)                 | 28 (11 Wo.)       | 11     |
| Vereinigte Staaten (Billboard) | 1 (20 Wo.)        | 20     |
| Vereinigtes Königreich (OCC)   | 6 (11 Wo.)        | 11     |

| ChartsJahrescharts (1999)      | Platzierung |
| ------------------------------ | ----------- |
| Vereinigte Staaten (Billboard) | 21          |

### Auszeichnungen für Musikverkäufe
| Land/Region                  | Auszeichnungen für Musikverkäufe (Land/Region, Auszeichnung, Verkäufe) | Verkäufe  |
| ---------------------------- | ---------------------------------------------------------------------- | --------- |
| Belgien (BRMA)               | Gold                                                                   | 25.000    |
| Vereinigte Staaten (RIAA)    | Platin                                                                 | 1.000.000 |
| Vereinigtes Königreich (BPI) | Platin                                                                 | 600.000   |
| Insgesamt                    | 1× Gold · 2× Platin ·                                                  | 1.625.000 |

Hauptartikel: Destiny’s Child/Auszeichnungen für Musikverkäufe

## Coverversionen
- 2011: Darren Criss (Album: Glee: The Music Presents The Warblers)